# 周世宅
周世宅，湖南湘潭人，是一名清朝政治人物。
周世宅曾于1780年接替李龙湛任金山县知县一职，1780年由边见尤接任。